# Arnaldur Indriðason
Arnaldur Indriðason (Reykjavík, 1961. január 28. –) izlandi krimiíró.

## Élete
Arnaldur Indriðason Izland fővárosában, Reykjavíkban született. A helyi egyetem történelem szakán végzett 1996-ban, majd újságíróként, forgatókönyvíróként dolgozott. 1986 és 2001 között a Morgunblaðið nevű izlandi lap filmkritikusa volt.
Első regénye (Synir duftsins) 1997-ben jelent meg, ebben már Erlendur felügyelő a főszereplő, aki eddig összesen tizenhárom Indriðason-regény központi alakja.
Könyvei eddig huszonhat országban jelentek meg. 2002-ben (a Vérvonallal) és 2003-ban (a Kihantolt bűnökkel) is elnyerte a skandináv krimiírók szövetségének díját. 2005-ben neki ítélték a brit krimiírók szövetségének Arany Tőr nevű díját Kihantolt bűnök című regényéért. Ő volt az első nem angolszász díjazott szerző.
Jelenleg Reykjavikban él feleségével és három gyermekével.

## Művei

### Az Erlendur felügyelő-sorozat kötetei
- Synir duftsins (1997)
- Dauðarósir (1998)
- Vérvonal (Mýrin, 2000) Magyar kiadás: Bp. 2007, Animus Kiadó. Ford.: Tótfalusi István
- Kihantolt bűnök (Grafarþögn, 2001) Magyar kiadás: Bp. 2007, Animus Kiadó. Ford.: Tótfalusi István
- Távoli hangok (Röddin, 2003) Magyar kiadás: Bp. 2008, Animus Kiadó. Ford.: Torma Péter
- Hidegzóna (Kleifarvatn, 2004) Magyar kiadás: Bp. 2010, Animus Kiadó. Ford.: Torma Péter
- Hideg nyomon (Vetrarborgin, 2005) Magyar kiadás: Bp. 2011, Animus Kiadó. Ford.: Torma Péter
- Hipotermia (Harðskafi, 2007) Magyar kiadás: Bp. 2014, Animus Kiadó. Ford.: Torma Péter
- Gyalázat (Myrká, 2008) Magyar kiadás: Bp. 2016, Animus Kiadó. Ford.: Németh Anikó Annamária
- Svörtuloft (2009)
- Rókalyuk (Furðustrandir, 2010) Magyar kiadás: Bp. 2017, Animus Kiadó. Ford.: Németh Anikó Annamária
- Einvígið (2011)
- Reykjavíki éjszakák (Reykjavíkurnætur, 2012) Magyar kiadás: Bp. 2020, Animus Kiadó. Ford.: Torma Péter
- Kamp Knox (2014)
- Krókar Húsið (2016)

### A Konráð-sorozat kötetei
- Myrkrið veit (2017)
- Stúlkan hjá brúnni (2018)

### Egyéb regényei
- Napóleonsskjölin (1999)
- Bettý (2003)
- Konungsbók (2006)
- Skuggasund (2013)
- Þýska húsið (2015)
- Petsamo (2016)

### Egyéb írásai
- Leyndardómar Reykjavíkur 2000 (egy fejezet szerzője; 2000)
- Reykjavík-Rotterdam (társforgatókönyv-író, 2008). A film amerikai remake-je Csempészek (Contraband) címmel 2012-ben készült el.

### Filmváltozat
A Vérvonal című regényből 2006-ban Izland legismertebb rendezője, Baltasar Kormákur készített filmet, amely több nemzetközi díjat is elnyert: a 2007-es Karlovy Vary-i Nemzetközi Filmfesztiválon Kristály Glóbuszra, a 2008-as Titanic Filmfesztiválon pedig a Hullámtörők-díjra találták érdemesnek.

## Magyarul
- Kihantolt bűnök; ford. Tótfalusi István; Animus, Bp., 2007 (Skandináv krimik)
- Vérvonal; ford. Tótfalusi István; Animus, Bp., 2007 (Skandináv krimik)
- Távoli hangok; ford. Torma Péter; Animus, Bp., 2008 (Skandináv krimik)
- Hidegzóna; ford. Torma Péter; Animus, Bp., 2010 (Skandináv krimik)
- Hideg nyomon; ford. Torma Péter; Animus, Bp., 2011 (Skandináv krimik)
- Hipotermia; ford. Torma Péter; Animus, Bp., 2014 (Skandináv krimik)
- Gyalázat; ford. Németh Anikó Annamária; Animus, Bp., 2016 (Skandináv krimik)
- Rókalyuk; ford. Németh Anikó Annamária; Animus, Bp., 2017 (Skandináv krimik)
- Reykjavíki éjszakák; ford. Torma Péter; Animus, Bp., 2020 (Skandináv krimik)